# Alutaguse nationalpark
Alutaguse nationalpark är en nationalpark i landskapet Ida-Virumaa i nordöstra Estland, bildad 2018. Nationalparken skapades utifrån 11 skyddade naturområden representerande olika landskapstyper i nordöstra Estland, från barrskog till ekskog och våtmarker som mossar och myrar, samt floder och sjöar och geologiska formationer som rullstensåsar, kamekullar och inlandsdyner. Alutaguse nationalpark blev vid bildandet Estlands sjätte nationalpark. Den totala skyddade ytan är cirka 450 km². Tillsammans omfattar nationalparkens delområden en stor del av Alutaguses lågland. De ingående delområdena är Agusalu, Muraka, Puhatu och Selisoo, som alla tidigare var naturreservat, samt Iisaku, Jõuga, Kurtna, Mäetaguse, Smolnitsa och Struuga, som alla tidigare var landskapsparker, och floden Narvas övre lopp.

## Historia
Floden Narva öster om Alutaguse utgör Estlands gräns mot Ryssland. Söder om Alutaguse ligger sjön Peipus. Områdets myrmark har gjort det ganska otillgängligt och Alutaguse har historiskt varit glest befolkat med en hög andel naturlandskap. Fornfynd som en 4 000 år gammal stenyxa nära floden Narvas källor visar att människor levt i området länge. Den estniske botanikern och naturvårdaren Gustav Vilbaste (1885–1967) förespråkade skapande av en nationalpark i Alutaguse redan på 1920-talet.
1918 utropade republiken Estland sin självständighet från Kejsardömet Ryssland. Alutaguse nationalpark bildades därför samma år som Estland firade 100 år sedan landet först utropade sin självständighet.
Skyddsbestämmelserna för området som en nationalpark trädde i kraft den 1 januari 2021. Innan dess gällde skyddsbestämmelserna för de sedan tidigare befintliga skyddsområdena (naturreservaten och landskapsparkerna). Ett besökscenter med information om nationalparken finns i byn Kauksi i sydvästra Alutaguse. Ett naturcenter finns i småköpingen Iisaku, varifrån nationalparken också administreras. Iisaku ligger ungefär mitt i Alutaguse.

## Geografi
Alutaguse nationalpark ligger till största delen i Alutaguse kommun, men det östliga delområdet Muraka ligger till en del i Lüganuse kommun. En liten del av det nordliga delområdet Kurtna går också in i Jõhvi kommun och Toila kommun. Alutaguse är ett av de mest skogbevuxna områdena i Estland och har också stora mossar och myrmarker. Cirka 54% av nationalparkens yta upptas av mossar och myrmarker och cirka 42% av skog. Landskapet är mestadels ett slätt lågland men har också höjdryggar i form av rullstensåsar och inslag av områden med kamekullar och inlandsdyner.

### Berg och skogar
Den högsta rullstensåsen (i genomsnitt 42 m) och Ida-Virumaas högsta naturliga punk är Tärivere berg (92 m ö.h.) som ligger i delområdet Iisaku, nära småköpingen Iisaku och byn Tärivere. På Tärivere berg finns ett 28 m högt utsiktstorn från vilket det en klar dag går att se sjön Peipus. Tärivere berg är cirka 2 km lång och 700 m bred och beväxt med en blandskog med både barr- och lövträd, som gran, asp och hassel. Skogen är ett habitat för flygekorrar som här finner både föda och boplatser.
I delområdet Mäetaguse nära byn Mäetaguse i nordvästra Alutaguse finns en av Estlands och även Europas nordligaste ekskogar med 150–300 år gamla ekar. De gamla ekarna är ett viktigt habitat för många sällsynta och hotade lavar, mossor, svampar och ryggradslösa djur, samt för till ekskog relaterade fåglar och andra djur. De skogsängar som finns i området och som har uppstått genom slåtter och bete är därtill ett exempel på en artrik kulturlandskapstyp som blivit allt sällsyntare i Europa i modern tid. Den inom nationalparken skyddade delen av ekskogen omfattar cirka 53 hektar och är en del av EU:s Natura 2000-nätverk.

### Dyner
Delområdet Smolnitsa som är beläget i sydöstra Alutaguse vid sjön Peipus nära byn Smolnitsa skyddar en del av Estlands längsta system av sanddyner (inlandsdyner). Det skyddade området ingår i Natura 2000-nätverket och är cirka 7 km långt och 200–650 m brett. Sanddynerna är upp till 5–12 m höga och är glest beväxta med gräs- och örter, bland vilka särskilt på de mest strandnära dynerna hittas flera specialiserade strandväxter, till exempel strandråg och spjutskråp. På dynerna längre in åt land växer även mossor, lavar och buskar. Vegetationen fixerar sanden något, men det finns också mycket öppen sand. Myrlejon och grävsteklar är exempel på insekter som trivs i denna sandiga miljö. Bakom dynerna finns björk- och tallskog.
Systemet av dyner längs Peipus norra strand sträcker sig ungefär från byn Vasknarva i öst vid Narva till byn Rannapungerja i väst. Systemet är något fragmentariskt men är ungefär 32 km långt och upp till 1 km brett. Dynerna är mestadels 5–8 m höga, men de högsta dynerna, nära byn Alajõe, är upp till 20 m höga. Då sandkornen längs Peipus norra strand gnids mot varandra ger friktionen mellan sandkornen upphov till ett speciellt ljud och sanden kallas därför "sjungande sand".

### Våtmarker och sjöar
Delområdet Struuga ligger vid floden Narva i sydöstra Alutaguse, norr om Vasknarva. Det är ett Natura 2000-område med flodängar och korvsjöar, i östra Estland kallade "struuga", därav områdets namn. I området förekommer 21 arter av trollsländor, bland annat finns här den största populationen av grön mosaikslända i Estland. Flodängarna påverkas av översvämningar, men har traditionellt varit öppen, betad mark, vilket gett upphov till en karaktäristisk flora, idag mest hotad av igenväxning sedan betet minskat. Områdets vatten är viktiga yngelplaser för många fiskar. Slampiskare, nissöga och tjockskalig målarmussla är exempel på statligt skyddade arter som finns i vattnen här.
Jõuga i centrala Alutaguse och Kurtna i nordöstra Alutaguse är områden med många sjöar. Dessa sjöar bildades i slutet av den senaste istiden för cirka 12 000 år sedan, genom att stora isblock som bäddats in i sand och grus smälte och efterlämnade djupa hålor som fyllts med vatten. Områdena runt sjöarna är populära rekreationsområden. Sjön Pesujärv i Jõuga-sjösystemet, som är ett Natura 2000-område, är det nordligaste habitatet för ätlig groda i Estland. Kurtna är ett kulligt område och ett av de sjötätaste områdena i Estland. Det kulliga landskapet (kamelandskapet) är omkring 9 km i längd och mer än 3 km i bredd. Sjösystemet omfattar ett 40-tal sjöar. Flodkräfta förekommer i flera av områdets sjöar och bland vattenväxterna märks bland annat notblomster och styvt braxengräs. Städerna Ahtme och Jõhvi får dricksvatten från sjöarna.

### Rastplatser och urskogar
Delområdena Agusalu, Muraka, Puhatu och Selisoo består av mossar och myrmarker med omgivande skogar. Dessa områden utgör tillsammans den största delen av nationalparkens yta. De är bland annat viktiga som rastplats för flyttfåglar, som gäss, svanar och tranor, och som habitat för örnar (kungsörn, havsörn och ormörn) och andra rovfåglar (till exempel fiskgjuse) liksom för fåglar som tjäder, orre och dalripa. Muraka är ett stort komplex av mossar och myrar i västra Alutaguse och sydöstra Lüganuse. Det är ett Natura 2000-område och ett Ramsarområde. Den nordöstra delen av Muraka-komlexet, Ratva, var den första delen av området som skyddades då ett naturreservat för skydd av örnar inrättades där 1938. Puhatu är ett stort våtmarksområde i östra Alutaguse och ett Natura 2000-område.
Förutom mossar och myrmarker, med Estlands största population av dalripa, finns i Puhatus östligaste del, vid floden Poruni, en urskogsliknande och artrik ädellövskog. Agusalu, som ligger i södra östra Alutaguse, något sydväst om Puhatu, är också ett stort komplex av mossar och myrar och gammal skog. Agusalu är ett Natura 2000-område och ett Ramsarområde. Selisoo är ett mindre myrområde med många småvatten som ligger norr om Iisaku, söder om Mäetaguse och öster om Muraka. Selisoo är ett Natura 2000-område.

## Bildgalleri

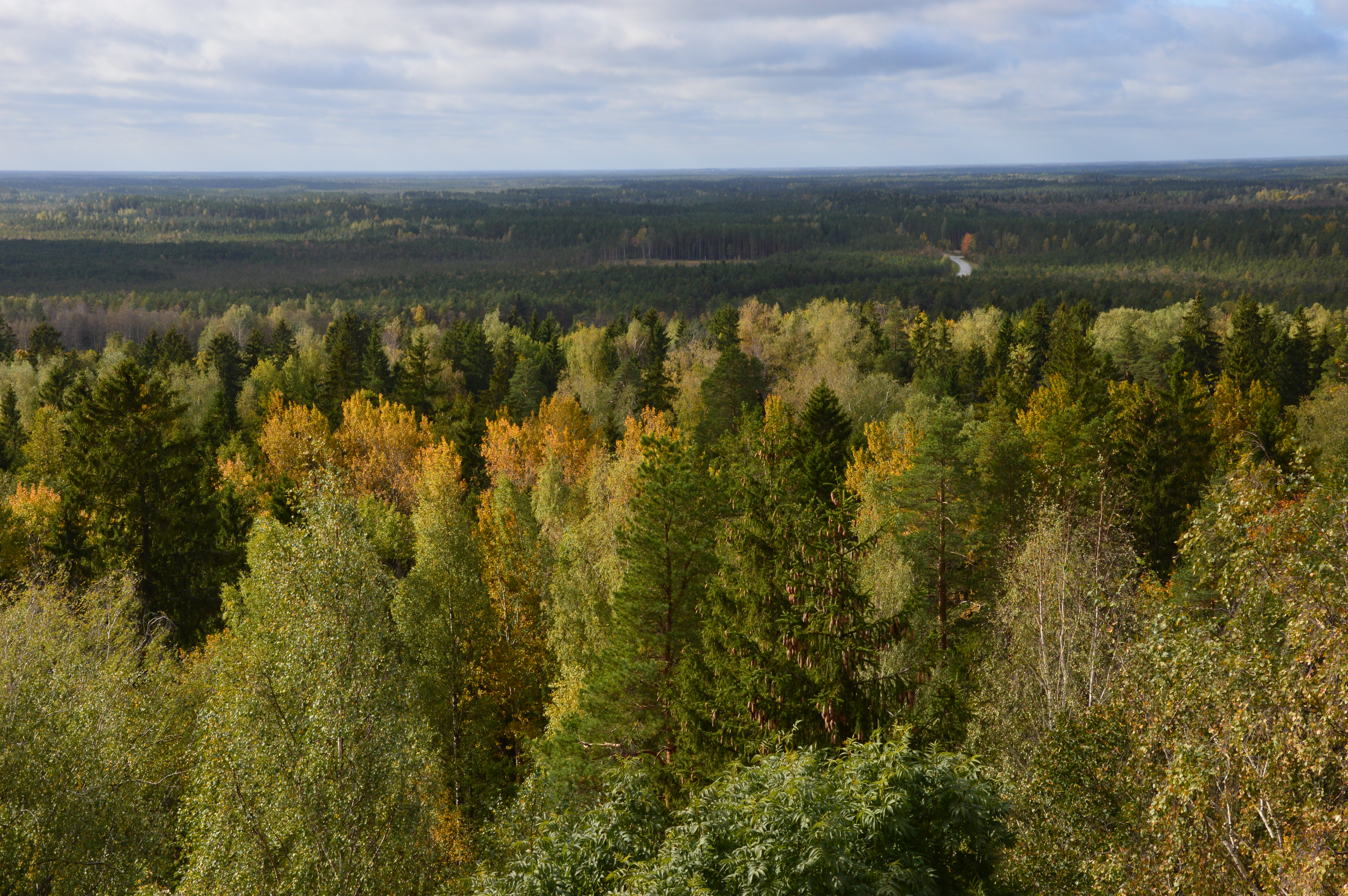
Skog i Alutaguse i september 2014.
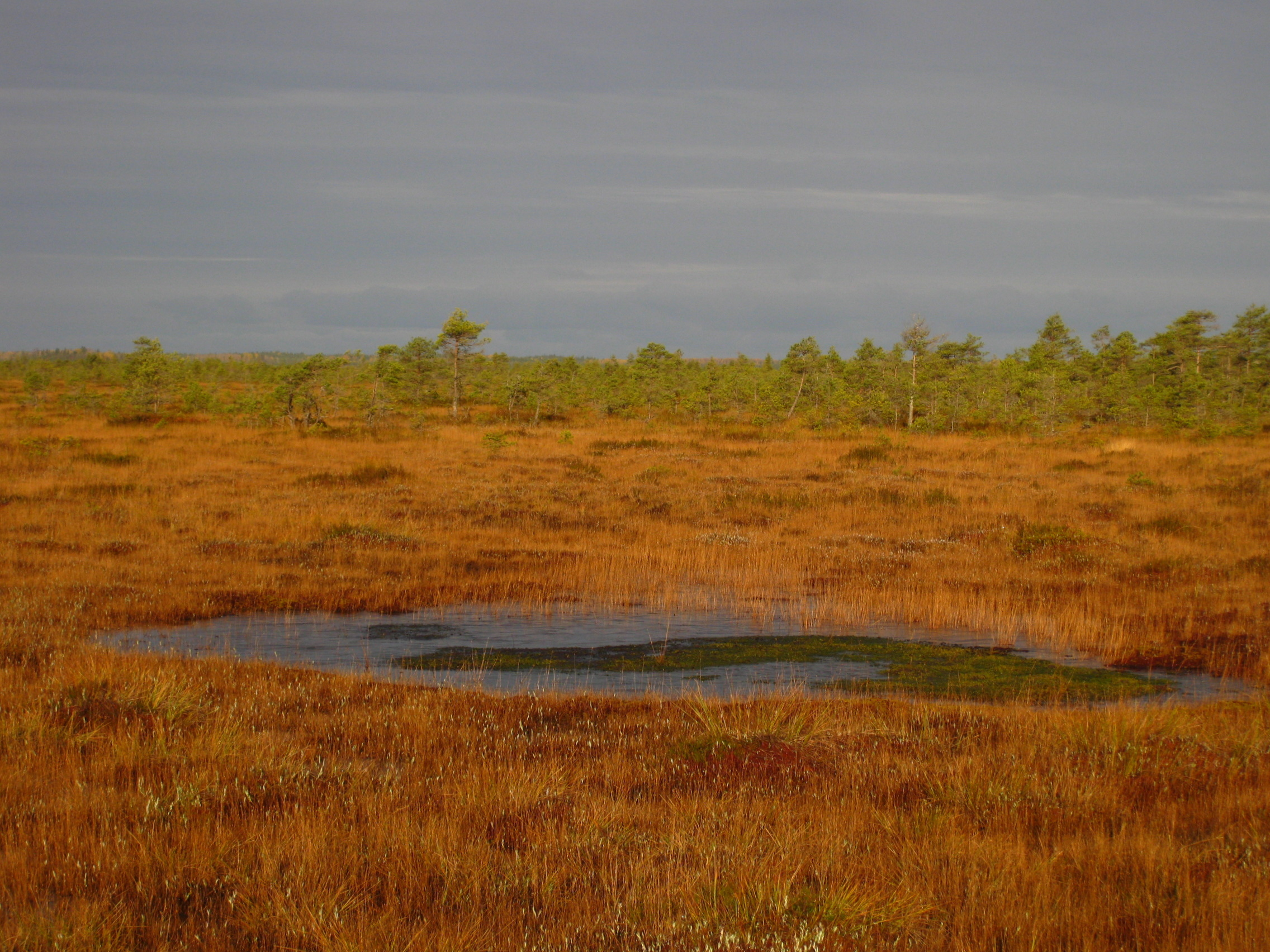
Landskapet i Muraka i oktober 2011.
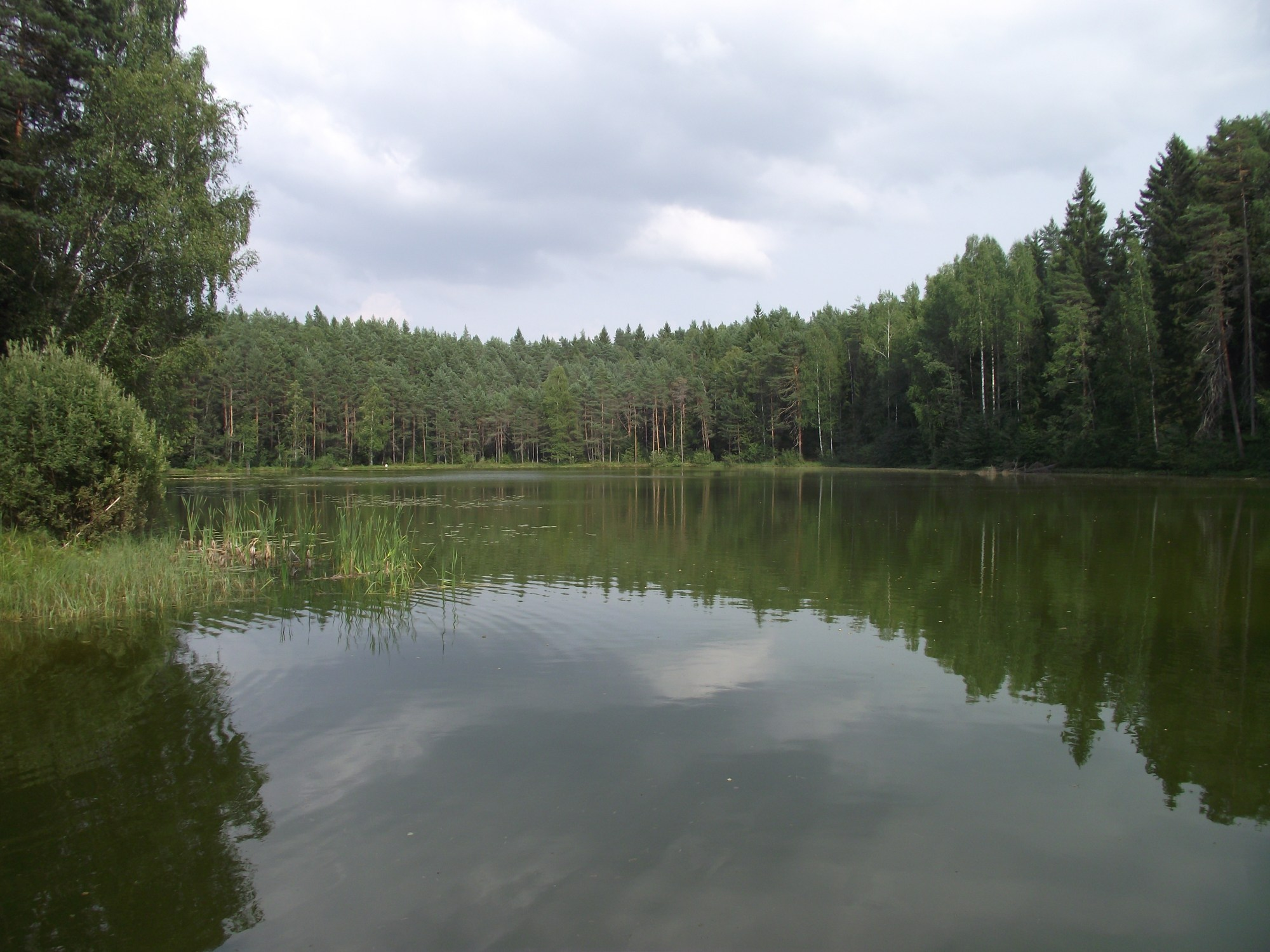
Sjön Jõuga Pesujärv.
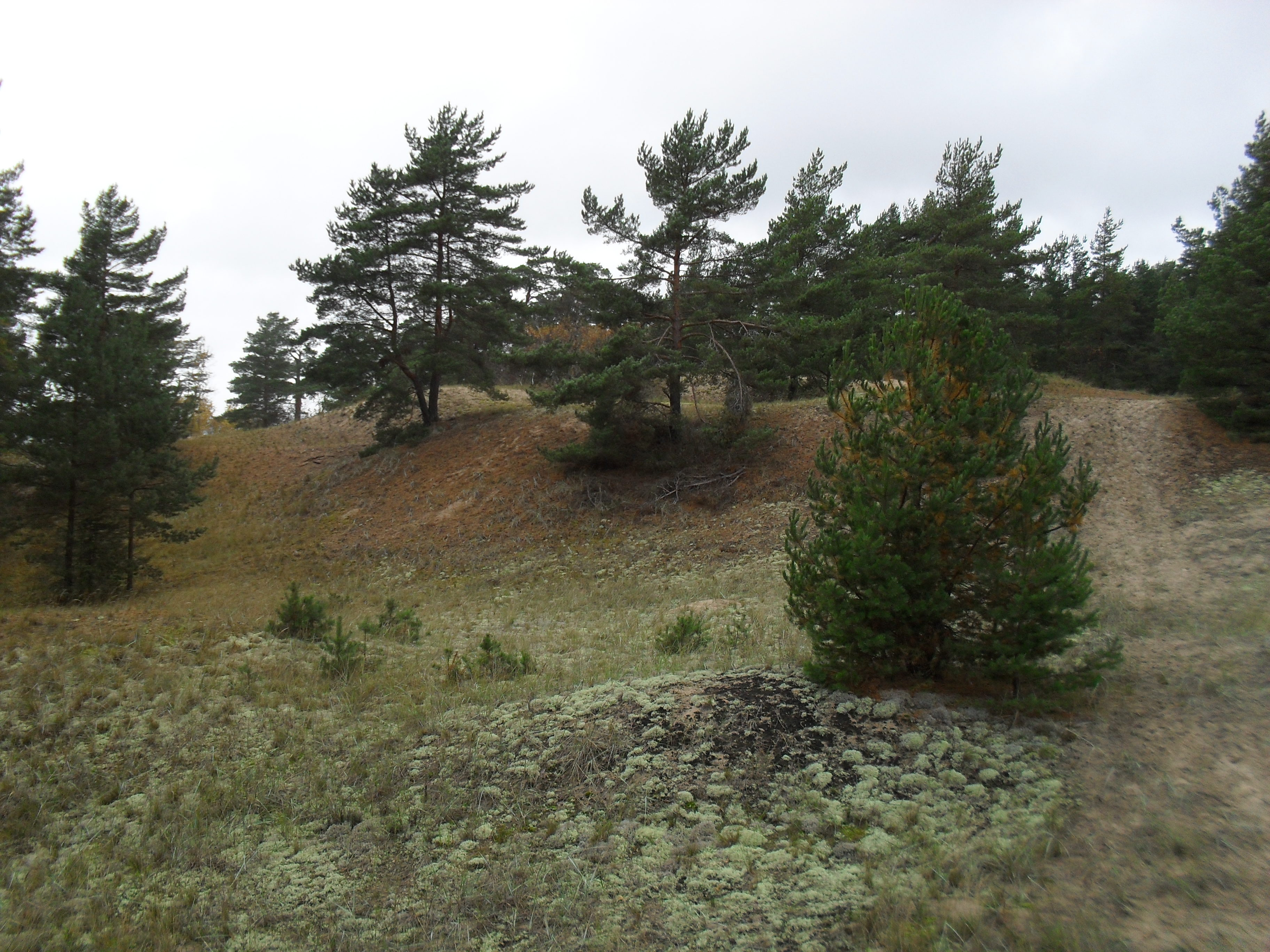
Inlandsdyner i Smolnitsa.
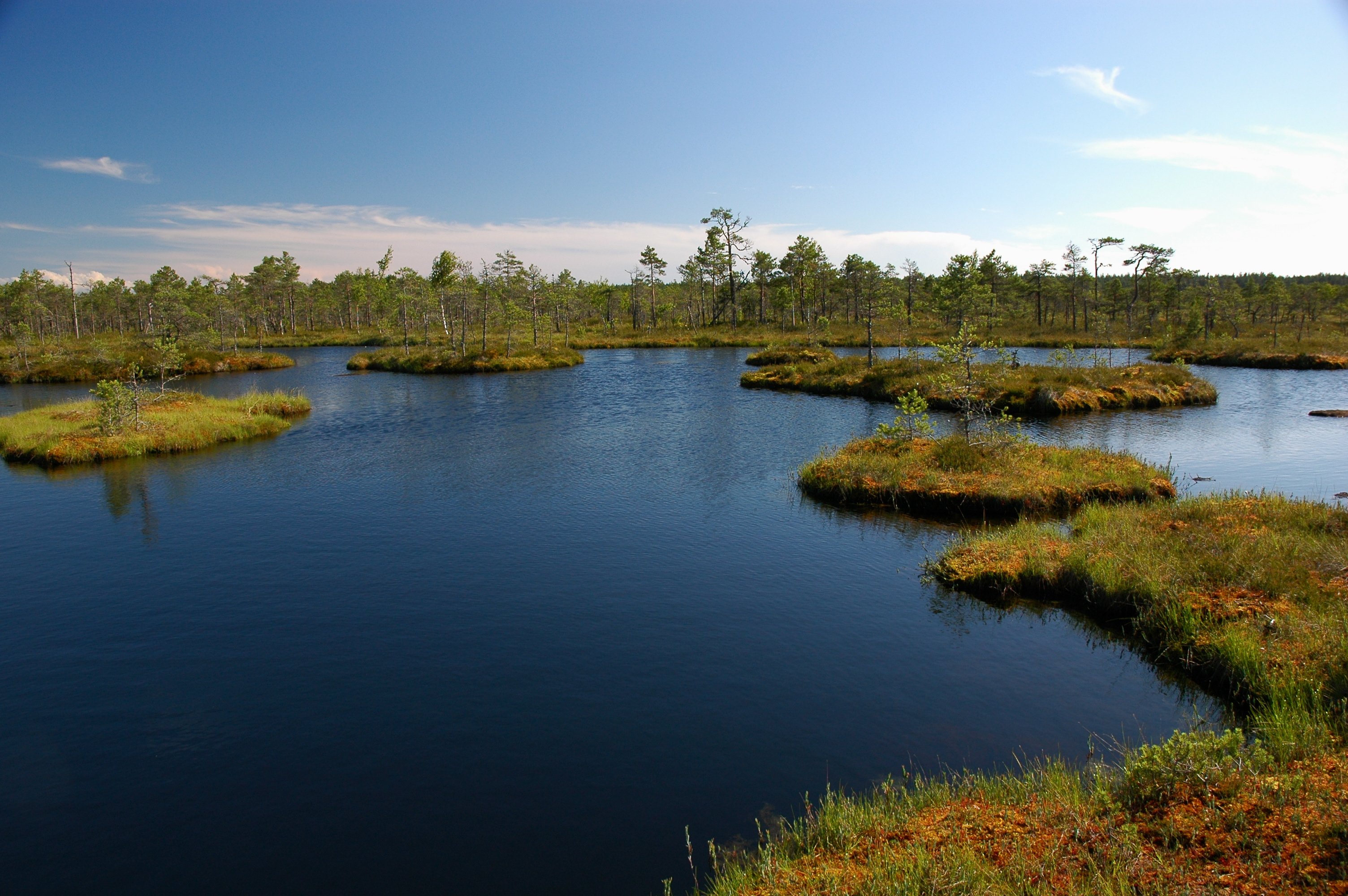
Selisoo.
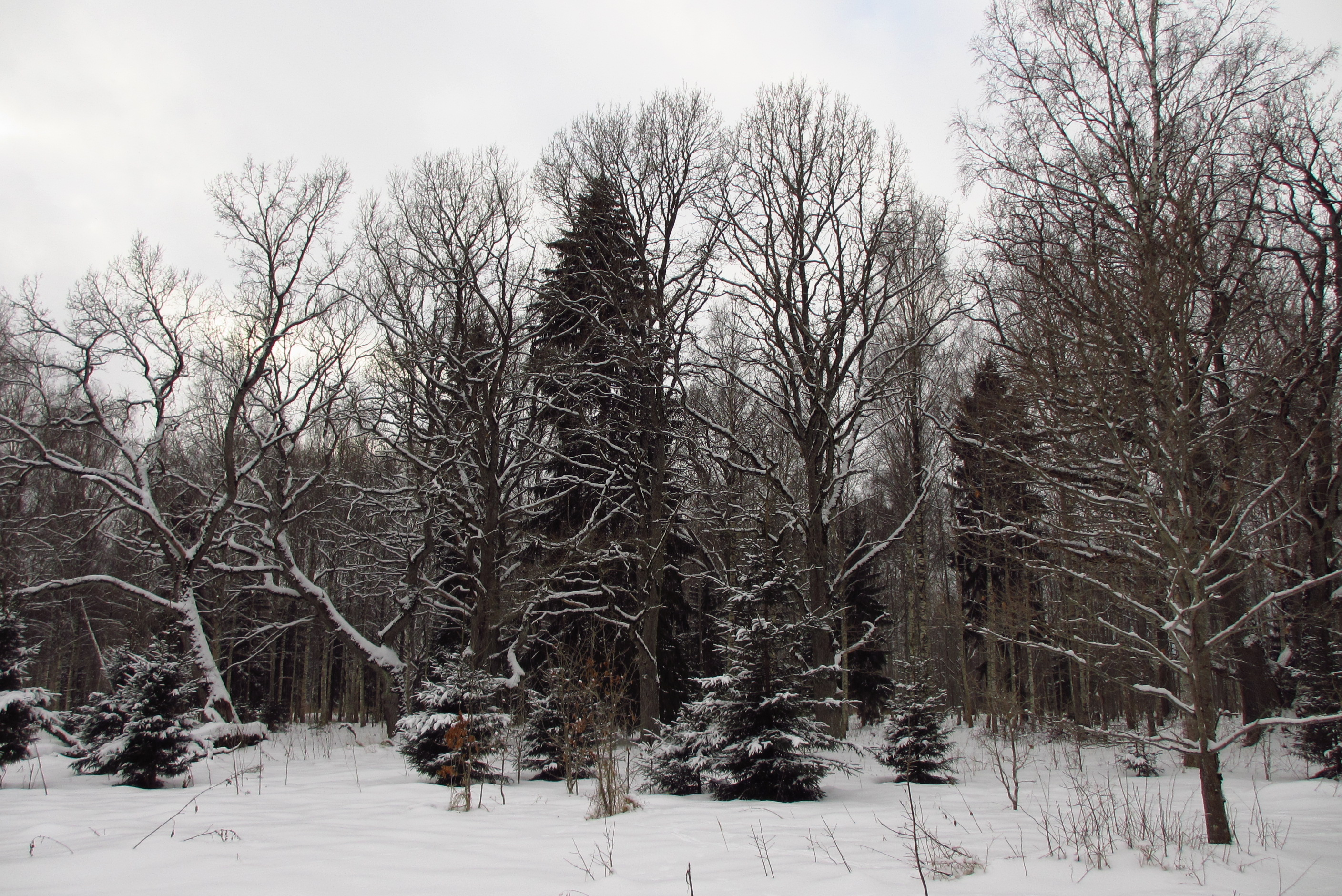
Mäetaguse på vintern.